# 1908年ロンドンオリンピックのスウェーデン選手団
1908年ロンドンオリンピックのスウェーデン選手団（1908ねんロンドンオリンピックのスウェーデンせんしゅだん）は、1908年4月27日から10月31日にかけてイギリスの首都ロンドンで開催された1908年ロンドンオリンピックのスウェーデン選手団、およびその競技結果。

## 概要
今大会は金メダル8個、銀メダル6個、銅メダル11個の合計25個のメダルを獲得した。

## メダル
| メダル | 選手名                                            | 競技               | 種目               |
| ------ | ------------------------------------------------- | ------------------ | ------------------ |
| 金     | エリック・レミング                                | 陸上               | 男子やり投げ       |
| 金     | エリック・レミング                                | 陸上               | 男子やり投げ自由形 |
| 金     | ウルリッヒ・サルコウ                              | フィギュアスケート | 男子シングル       |
| 銀     | リカルト・ヨハンソン                              | フィギュアスケート | 男子シングル       |
| 銅     | ヨハン・スヴァンベリ                              | 陸上               | 男子5マイル        |
| 銅     | ブルーノ・ゼーダーシュトレーム                    | 陸上               | 男子棒高跳         |
| 銅     | オットー・ニルション                              | 陸上               | 男子やり投げ       |
| 銅     | ハラルト・ユーリン                                | 競泳               | 男子100m自由形     |
| 銅     | ウォルマー・ボストロム グンナー・セッターウォール | テニス             | 男子ダブルス       |
| 銅     | マルタ・アドラーストレール                        | テニス             | 女子シングルス     |
| 銅     | ペル・トーレン                                    | フィギュアスケート | 男子シングル       |